# Sembrado (heráldica)

Armas de la casa de los reyes de Francia, hasta el, también llamadas "de Francia antiguo". Se blasonan como en campo de azur, sembrado de flores de lis o de Francia. Es uno de los ejemplos arquetipo del término sembrado en heráldica.

En Heráldica Sembrado, Semé (en francés), se refiere a la carga (en el lenguaje heráldico) de elementos idénticos, generalmente figuras, dentro del campo del escudos, o del campo de ciertos elementos, en cuyos bordes sólo se representan las mitades de los elementos repetidos.
Cuando esta superficie es el campo, es decir, el interior del contorno del escudo, el resultado se denomina campo sembrado.
El efecto visual que se obtiene es conocido en simetría de grupos como un friso.
Cuando la figura repetida es un armiño o un vero, la composición adquiere el rango de forro, equivalente a los colores heráldicos.

## Efectos de simetría

Divisiones del escudo en heráldica.

Los motivos rayados son llamados siguiendo la dirección del trazo de partición y, a la vez, al tamaño de las piezas:
1. Verticales, partidos en el sentido del palo: Ver palado o vergetado.
2. Horizontales, cortados en el sentido de la faja: Ver fajado o burelado.
3. Tronchados en el sentido de la banda: Ver bandado o cotizado.
4. Tajados en el sentido de la barra: Ver barrado o cotizado en barra (contracotizado).
5. En forma de chevrones: Ver chevronado.

Cuando son utilizados como fondos de las piezas y particiones del escudo, los motivos a grandes piezas (palado, fajado, bandado, barrado o chevronado) son normalmente de seis piezas (nueve para los motivos a tres esmaltes), y si no, se blasona el número de piezas: "chevronado de oro y de sable, que es del Henao". 
Los motivos a piezas pequeñas son normalmente representados con diez piezas (doce para los motivos a tres esmaltes), pero el número exacto de piezas se vuelve indiferente (lo que marca el cambio de nombre) y puede variar siguiendo el tamaño efectivo de la superficie a cubrir.
Cuando estos motivos son utilizados como fondo para un mueble, el número de piezas no puede ser descontado fácilmente. Se contenta entonces con distinguir entre el gran tamaño (seis piezas) y el pequeño (al menos diez).
En las particiones rebatidas, en el sentido estricto, el número de piezas debe estar equilibrado de manera que cada esmalte sea repetido el mismo número de veces, típicamente tres veces (lo que no se blasona).
En el caso contrario, es preferible blasonar por las piezas honorables de la misma dirección: comparar el blasón de Faucigny al de Foix. 

Faucigny: Palado de oro y de gules
Foix: De oro a tres palos de gules

El primer caso (palado de oro y de gules) se analiza como un fondo compuesto, pero el segundo (de oro a tres palos de gules) se analiza normalmente como un fondo unido que recibe tres piezas honorables.

## Principio del Rebatimiento

Ejemplos de Escudos - Rebatimiento

He aquí el mecanismo de los rebatimientos, obtenidos a partir de un partido de oro y de gules (fig. 1):
un primer rebatimiento dará algo que se podría blasonar:
- partido de dos trazos, de oro, de gules y de oro (fig. 2)

pero esta configuración es más bien aquella de una pieza: el palo. Del cual el blasonamiento (por lo que la noción de repetición está oculta):
- de oro al palo de gules

Con el aumento de las repeticiones van a aparecer sucesivamente particiones y piezas. Más allá de tres, si el número de zonas es par, se trata de una partición rebatida, si es impar se trata de una pieza rebatida:
- Palado de cuatro piezas (fig. 3)
- Dos palos (fig. 4)
- Palado de seis piezas (o mejor: palado sin más: seis es el valor por defecto) (fig. 5)
- Tres palos (fig. 6)
- Palado de ocho piezas (fig. 7)
- Cuatro palos (fig. 8)
- Palado de diez piezas (o mejor: vergetado de diez piezas) (fig. 9)
- Cinco palos (cinco vergetas) (fig. 10)
- Palado de doce piezas (vergetado de doce piezas) (fig. 11)
- Seis palos (seis vergetas) (fig. 12)

Para el vergetado, el valor por defecto es diez para algunos, doce para otros. Dar el número de piezas no es una obligación, sólo se hace cuando la precisión parece útil. Sin embargo, el número de piezas no puede ser suficiente para distinguir dos blasones, y no es significativo sobre las figuras.
El mismo principio se aplica a partir del cortado (Faja, Fajado), del tronchado (banda, bandado), del tajado (barra, barrado) y a algunas combinaciones de estos últimos (chevrón, chevronado por ejemplo). En la práctica, pocos puntos de partida son susceptibles de ser rebatidos, pero el número de rebatimientos obtenidos es muy grande.

### Aclaraciones
Esta noción no está terminantemente definida y difiere según los autores.
Los únicos elementos de definición (casi) comunes en todos son:
- Se trata de la repetición de una forma que concierte el campo entero
- Dos colores solamente están en juego (salvo por Crayencourt que considera a los rebatimientos de terciado - es decir tres colores, pero no da ejemplos)
- La regla de contrariedad de los esmaltes para las piezas rebatidas es respetada, pero muchos autores quieren extenderla a las particiones rebatidas, pero no lo hacen para otras particiones.

El carácter arcaico o primitivo de esta noción aparece en esta duda entre pieza y partición, (uso de la palabra pieza para llamar a las particiones, y el deseo de extender la regla de los colores) y sobre todo sobre las numerosas confusiones encontradas en las armerías antiguas.
De hecho este término es cada vez menos utilizado, y no forma parte del blasonamiento.

## Particiones rebatidas
Las repeticiones de motivos binarios (alternando dos colores) son nombrados Sembrado (campo rebatido).
Cuando una dirección de partición está repetida, el blasonamiento varía según se trate de un campo alternado o del rebatimiento de una pieza honorable.
- Cuando hay un número par de separación (los dos bordes son del mismo esmalte), se blasona el número correspondiente a las piezas honorables (palo, faja, banda o barra) hasta tres (o excepcionalmente cuatro). Más allá de cuatro, las piezas se llaman vergetas, bureles o cotizas (en barra o en banda), y son generalmente de seis.
- Cuando hay un número impar (y los bordes son de esmaltes opuestos), se trata de un campo alternado. Se blasona el tipo de partición (palado, fajado, barrado, bandado) y el número de piezas (que es entonces siempre par cuando hay dos esmaltes): "fajado de seis piezas, de oro o de sinople".

Cuando el campo se inscribe en una figura compleja (como el león), se debe siempre considerar que se trata de un campo alternado, independientemente del número de separaciones.

## Vocabulario de los campos trillados

### Contra-Palado
| | Contra-Palado / Contre-Palé (en francés). |
| En prefijo a un nombre de rayado, indica que el campo está dividido en dos partes por una línea, los rayados siendo el uno en el otro. Cuando no se precisa el sentido de la partición (contra-palado), esta partición está en el ángulo derecho del rayado (cortado por el contra-palado). - Ejemplo 1: Contra-palado de gules y de plata |                                           |

### Contra-Bandado
| | Contra-Bandado / Contre-Bandé (en francés). |
| Se dice de una pieza dividida en un número par de partes iguales de esmaltes alternados en el sentido de la banda, aunque primero esta partido. - Ejemplo 1: Partido contra-bandado de plata y de gules, que es de Neustadt-Arnshaughk. |                                             |

### Bandado
| | Bandado / Bandé (en francés) / Bendy (en inglés) |
| Se dice de una pieza dividida en un número par de partes iguales de esmaltes alternados en el sentido de la banda. El bandado está normalmente dividido en seis piezas (que no se blasonan), a veces en cuatro o en ocho (pero siempre menos de ocho). Más allá, se dice cotizado. Se comienza por enunciar el esmalte más alto a siniestra. Ejemplo 1Bandado. Ejemplo 2Bandado de oro y de azur, bordura de gules, que es de Borgoña (antiguo). |                                                  |

### Barrado
| | Barrado / Barré (en francés). |
| Hablando del escudo, dividido en un número par de partes iguales de esmaltes alternados, en el sentido de la barra. El barrado está normalmente dividido en seis piezas (que no se blasonan), a veces en cuatro o en ocho. Más allá, se dice contra-cotizado o cotizado en barra. - Ejemplo 1: Barrado. |                               |

### Burelado
| | Burelado / Burelé (en francés).                               |
| Dividido horizontalmente, en el sentido del fajado, de diez piezas o más. Se debe especificar el número de bureles. Con menos piezas, se habla de fajado. El número de piezas es menos importante cuando es un mueble el que es burelado: De azur al león burelado de plata y de gules, que es de Turingia (Ejemplo 2). Ejemplo 1Burelado de plata y de azur, al león a la cola bifurcada de gules armado, lampasado y coronado de oro, que es de la Luxembugo Ejemplo 2Burelado de azur al león burelado de plata y de gules que es de Turingia Ejemplo 3Burelado. \| \| 5 Burelas / 5 Burelles (en francés) / 5 barrulets (en inglés) \| \| Dividido horizontalmente, en el sentido del fajado, de cinco burelas (piezas) Ejemplo 15 Burelas. \| \| |                                                               |
| | 5 Burelas / 5 Burelles (en francés) / 5 barrulets (en inglés) |
| Dividido horizontalmente, en el sentido del fajado, de cinco burelas (piezas) Ejemplo 15 Burelas. |                                                               |

### Chevronado/Cabriado
| | Chevronado / Chevronné (en francés). |
| Motivo formado por la superposición de chevrones en número. La forma del chevrón hace que no sea fácil fijar el número de figuras. Por analogía con las otras figuras de rayas, el chevronado se representa con seis u ocho alternancias. - Ejemplo 1: Chevronado de oro y de sable, perteneciente al (Condado de Henao). - Ejemplo 2: Armas presentadas son de oro a dos palos chevronados de gules y de plata . |                                      |

### Contra-Chevronado / Contra-Cabriado
|                                                | Contra-chevronado/Contra-cabriado / Contrechevronné(en francés) / Chevronny counterchanged (en inglés) |
| Ejemplo 1 Contra-chevronado / Contra-cabriado. | |

### Cotizado
| | Cotizado / Coticé (en francés). |
| Tipo de rayado. División en el sentido de la banda, similar al bandado, pero formado por más de ocho piezas. Ejemplo 1 Cuartelado, en 1 de oro a los dos leones leopardados de gules, en 2 ajedrezado de gules y de oro a seis tiras, en 3 cotizado de oro y de gules de diez piezas, y en 4 de oro a tres cachorros de león de azur armados y lampasados de gules (blasón de la Corrèze, cotizado de oro y de gules siendo de Turenne). Ejemplo 2Cotizado. |                                 |

### Contra-cotizado
| |  | Contra-cotizado / Contre-coticé (Cotice en barre) (en francés) / Bendy sinister (en inglés) |
| En el sentido de la barra, se habla de contra-cotizado. Ejemplo 1Contracotizado. Ejemplo 25 Contracotizas. |  |                                                                                             |

### Fajado
| | Fajado / Fascé (en francés) / Barry (en inglés) Español: Fajado (≤ 8 piezas) Français : Fascé (≤ 8 pièces) |
| Tipo de rayado. Se dice en heráldica de un escudo o de un cuartel dividido en un número par de partes iguales de esmaltes alternos, en el sentido de la faja (si hay un número impar de partes sobre un escudo, se dibujan de una a tres fajas sobre un campo). Se dice de una pieza dividida en partes iguales de esmaltes alternados en el sentido de la faja, en número menor de ocho piezas. Si tiene más de ocho piezas corresponde a un Burelado. Ejemplo 1Fajado de gules y de rábano, que es de Trencavel. Ejemplo 2Fajado de gules y de plata en ocho piezas, que es de Hungría. Ejemplo 3Fajado de seis piezas, de oro y sinople. Ejemplo 4Fajado | |

### Palado
| | Palado / Palé (en francés) / Paly (en inglés) |
| Tipo de rayado. Se dice de un escudo o de un cuartel dividido verticalmente en un número par de partes iguales de esmaltes alternos siempre que sean menores o iguales a ocho. A más de ocho piezas se le llama Vergetado. Ejemplo 1Palado de plata y de azur, al león de gules, coronado y lampasado de oro, brochante sobre el todo, que es de Valromey. Ejemplo 2Palado. |                                               |

### Vergetado
| | Vergetado / Vergetté (en francés) / Paly (en inglés) |
| Tipo de rayado. División en el sentido del palo, similar al palado, pero formado por más de diez piezas (vergetas). Ejemplo 1Vergetado Ejemplo 25 vergetas, 5 vergettes (en francés), 5 pallets (en inglés) |                                                      |

### Jaquelado
|                               | Jaquelado/Ajedrezado / Échiqueté (en francés) / Chequy, checkered (en inglés) |
| Ejemplo 1Jaquelado/Ajedrezado |                                                                               |